# Фрасина (Валча)
Фрасина (рум. Frăsina) насеље је у Румунији у округу Валча у општини Роешти. Oпштина се налази на надморској висини од 291 m.

## Становништво
Према подацима из 2002. године у насељу је живело 21 становника, од којих су сви румунске националности.